# Cabugao
Cabugao (Bayan ng Cabugao) är en kommun i Filippinerna. Kommunen ligger på ön Luzon, och tillhör provinsen Södra Ilocos. Folkmängden uppgår till 31 459 invånare.

## Barangayer
Cabugao är indelat i 33 barangayer.
| - Alinaay - Aragan - Arnap - Baclig (Pob.) - Bato - Bonifacio (Pob.) - Bungro - Cacadiran - Caellayan - Carusipan - Catucdaan | - Cuancabal - Cuantacla - Daclapan - Dardarat - Lipit - Maradodon - Margaay - Nagsantaan - Nagsincaoan - Namruangan - Pila | - Pug-os - Quezon (Pob.) - Reppaac - Rizal (Pob.) - Sabang - Sagayaden - Salapasap - Salomague - Sisim - Turod - Turod-Patac |